# HAMO
La HAMO fu una ditta di fermodellismo di Norimberga. Il nome derivava in origine da "Alfred Hannemann Modellbau"; successivamente la ditta si firmò come "Spielzeug- und Modellbau A. Hannemann".
Nel 1952 i primi modelli rappresentavano tram e l'offerta era completata anche da un sistema binari e dalla linea aerea. Nel 1959 e 1960 comparvero a catalogo anche le locomotive diesel V80 e V160-Lollo, proposte anche in scatola di montaggio.
Hannemann chiuse la ditta nel 1963 a causa di motivi personali, ma già dall´anno successivo, la Märklin subentrò e la produzione si firmò come "HAMO Modellfahrzeuge GmbH". A partire dal 1964, la ditta di Göppingen offrì con questo marchio numerosi modelli già prodotti per il sistema a corrente alternata. Costruiti da Märklin, i pezzi di questi modelli venivano poi assemblati dalla ditta HAMO. La produzione di tram non continuò e i modelli scomparvero dal catalogo nel 1967. A partire dal 1997, il marchio HAMO non è stato più utilizzato.